# Драган Жигић
Драган Жигић (Балте, 25. јун 1935 — Ибарска магистрала, 28. август 2009)  био је српски књижевник и песник.

## Биографија
Рођен је 25. јуна 1935. од оца Илије и мајке Соке у Балтама под Козаром. Почетком 1949. преселио се у Београд а поезијом се интензивно бавио од 1956. године. На препоруку Иве Андрића, прву песму је објавио у „Књижевним новинама” 1959. године. Од тада му се песме појављују у многим листовима и часописима. Заступљен је у преко сто зборника и петнаест антологија. Добитник је више књижевних награда и похвала а песме су му превођене на више страних језика. Био је члан Удружења књижевника Србије и Удружења књижевника Српске.
Трагично је погинуо у саобраћајној несрећи на Ибарској магистрали 28. августа 2009. Сахрањен је 1. септембра 2009. на гробљу Орловача у Београду.

## Дела
Жигић је написао више збирки поезије. Познатије збирке су му:
- „Заточеник светлости” (1968)
- „Део света” (1971)
- „Козара док ватра спава” (1972)
- „Руке над временом” (1977)
- „Лепа рушевина – кафански сонети” (1979)
- „Сан са пливе” (1980)
- „Песникова зима” (1994)
- „Лептир на ратишту” (1994)
- „Коњоврати” (1998)
- „Прозор за једно око” (2003)
- „Крунисана вечност” (2003)

Рецензент Жигићеве књиге „Крунисана вечност” је протојереј Жарко Гавриловић а насловну страну и ликовне прилоге је илустровао Милутин Дедић.